# Resolució 1716 del Consell de Seguretat de les Nacions Unides
La Resolució 1716 del Consell de Seguretat de les Nacions Unides fou adoptada per unanimitat el 13 d'octubre de 2006. Després de reafirmar totes les resolucions sobre Abkhàzia i Geòrgia, particularment la Resolució 1666 (2006), el Consell va ampliar el mandat de la Missió d'Observació de les Nacions Unides a Geòrgia (UNOMIG) fins al 15 d'abril de 2007.
La resolució, redactada per Rússia, inicialment contenia referències que condemnaven les operacions georgianes a la vall de Kodori, però aquestes van ser modificades més tard per expressar la seva preocupació.

## Resolució

### Observacions
El Consell de Seguretat va donar suport als esforços polítics del Secretari General de les Nacions Unides, Kofi Annan, el seu Representant especial, Rússia i el Grup d'Amics del Secretari General i l'Organització per a la Seguretat i la Cooperació a Europa (OSCE). Va lamentar la manca de progrés cap a una solució del conflicte georgiano-abkhàz i va reconèixer que havien sorgit noves tensions a causa de les operacions de Geòrgia a la vall de Kodori.

### Actes
La resolució va reafirmar el compromís del Consell amb la sobirania i la integritat territorial de Geòrgia dins de les seves fronteres internacionalment reconegudes. Va reafirmar la necessitat d'un acord global basat en els principis que figuren en el "Llibre sobre Principis bàsics per a la distribució de competències entre Tbilisi i Sukhumi", demanant a Geòrgia i Abkhàzia que utilitzessin tots els mecanismes continguts en anteriors resolucions del Consell de Seguretat per arribar a una solució pacífica. El Consell va donar suport als esforços d'ambdues parts per plantejar noves solucions per resoldre el conflicte i participar en la cooperació econòmica.
Davant d'ambdós bàndols, els membres del Consell van expressar la seva preocupació per les violacions de l'Acord d'Alto el Foc i Separació de Forces (Acord de Moscou) i per les operacions de Geòrgia a la vall de Kodori, el juliol de 2006. En aquest context estava satisfet que les patrulles conjuntes de les forces de manteniment de la pau de la UNOMIG i la CIS es van dur a terme regularment a la vall de Kodori. Es va instar a totes les parts a respectar l'Acord de Moscou de 1994.
La resolució 1716 demanava de nou a Geòrgia que s'ocupés de les "legítimes" qüestions d'Abkhàzia, mentre que Abkhàzia havia de fer front al retorn dels refugiats i dels desplaçats interns, particularment al districte de Gali. Es va demanar a ambdues parts que concloguessin acords sobre la no violència, el retorn dels refugiats i desplaçats interns a la regió de Gali. Al mateix temps, tant Geòrgia com a Abkhàzia van ser elogiats per presentar idees com a base per a un diàleg posterior pel que fa a la solució del conflicte, i se'ls va instar a seguir la seva intenció de celebrar una reunió d'alt nivell.
Es va instruir al Secretari General per buscar maneres de millorar la confiança i el benestar i la seguretat dels residents dels districtes de Gali i Zugdidi.
El text de la resolució va recordar a ambdues parts que garantissin la seguretat i llibertat de moviment de la UNOMIG, la força de la CEI i altres. Els esforços per implementar la política de tolerància zero en explotació sexual van ser benvinguts i el mandat de la UNOMIG es va ampliar fins al 15 d'abril de 2007. Es va demanar al secretari general que informés sobre la situació amb regularitat, especialment sobre els esdeveniments a la vall de Kodori.